# Victoria deorum
Victoria deorum, in qua continetur veri herois educatio (z łac. Zwycięstwo bogów, w którym zawiera się wychowanie prawdziwego bohatera) – traktat moralno-filozoficzny Sebastiana Fabiana Klonowica, opublikowany prawdopodobnie po roku 1595. Utwór składa się z 20 tys. wierszy pisanych heksametrem i zawartych w 44 rozdziałach. Należy do gatunku speculum i prezentuje wzór osobowy doskonałego szlachcica. 

## Okoliczności powstania i publikacji utworu
Według zamysłu autora, utwór miał być dedykowany królowi Stefanowi Batoremu, jednak plany te przerwała jego nagła śmierć w 1586 roku. Klonowic zdecydował się wtedy na zmianę patrona utworu – w dedykacji datowanej na 24 kwietnia 1587 roku, poświęcił traktat wojewodzie lubelskiemu Mikołajowi Firlejowi. Klonowic oddał utwór do druku w oficynie Aleksego Rodeckiego, jednak w 1587 roku odbito tylko strony 1–96, stanowiące jedynie jedną piątą utworu. Na przerwanie druku wpływ miała panująca ówcześnie w Krakowie zaraza, rozruchy na tle religijnym oraz problemy prawne Rodeckiego, który wielokrotnie zmuszony był odpowiadać przed sądem za druk publikacji braci polskich. Ponadto w 1588 roku śmierć Mikołaja Firleja zmusiła Klonowica do kolejnej zmiany patrona. Ostatecznie utwór został zadedykowany Adamowi Gorajskiemu. 
Nie wiadomo dokładnie kiedy utwór został ostatecznie opublikowany. Wiadomo na pewno, że druk nastąpił po 9 czerwca 1595 roku, ponieważ na stronie 676 Victoria deorum znajdują się urywki poematu, który Klonowic napisał wtedy na cześć narodzin królewicza Władysława. Z kolei w dedykacji dla Gorajskiego Klonowic podpisał się jako consul Lublinenis. Funkcję tę poeta sprawował w roku 1595. 

### Warianty tekstu
Zachowany fragment rękopisu znacząco różni się od wydrukowanej wersji utworu. Wynika to prawdopodobnie z wymuszonej przerwy w druku od roku 1587 do okresu po 1595 roku, w czasie której Klonowic wprowadzał liczne poprawki do tekstu Victoria deorum. Tekst drukowany jest więc poprawniejszy stylistycznie, zawiera bardziej wyszukany dobór słownictwa, poszerzoną gamę porównań, metafor i nawiązań do kultury antycznej, a zawarte w nim poglądy wyrażone są znacznie dobitniej. 

## Rękopis
Zachował się jedynie fragment rękopisu Victoria deorum. Zawiera on 120 kart (15 000 wierszy) obejmujących część, która znalazła się w wydruku na stronach 161–558 (a więc rozdziały 25–39 oraz urywki rozdziałów 24 i 40). Rękopis urywa się w połowie zdania. Z badań przeprowadzonych na znakach wodnych i rodzaju papieru wynika, że autograf ten pochodzi z lat 1590–1594, nie jest więc pierwszą wersją utworu, a jedynie odpisem ze starszego brudnopisu. 
Na zachowanym autografie znajduje się notatka umieszczona przez bibliotekarza Józefa Przyborowskiego. Wynika z niej, że rękopis był w 1675 roku umieszczony w katalogu Biblioteki Zamojskiej na stronie 109 pt. Continuatio Victoria deorum manuscriptum Sebastiani Acerni (pol. ciąg dalszy rękopisu Victoria deorum Sebastiana Klonowica). Taki opis w katalogu oznacza, że musiała wtedy istnieć również pierwsza część, obejmująca wcześniejsze rozdziały. 
Zachowany rękopis przechowywany jest w zbiorach Biblioteki Narodowej.

## Forma i treść utworu
Utwór pisany jest heksametrem, składa się z 20 tys. wersów, zawartych w 44 rozdziałach. Każdy z rozdziałów obejmuje inny zakres tematyczny i jest poprzedzony osobną inwokacją (inwokacje te kierowane są m.in. do muz i króla). Inwokacje nawiązują do gatunku epopei, podobnie jak występujące w utworze opisy polowań, walk, biesiad, uczt, zbroi, a także rozmaite wyliczenia i katalogi (m.in. słynnych Rzymian, królów i miast) oraz opis piekła (zastępujący częsty w eposie motyw zejścia do podziemi). Autor inspirował się także Georgikami Wergiliusza – czerpie z pewnych zawartych w nich obrazów (m.in. pochwały życia wieśniaka, pochwały miast, spisu win czy opisu pomoru bydła, który służył Klonowicowi mu za wzór opisu zarazy), wprowadza również podobnie ściśle związane z tokiem utworu dygresje.
Utwór zawiera wiele środków retorycznych, m.in. apostrofy, antytezy, wykrzyknienia, pytania retoryczne i apele do fikcyjnego oponenta. Traktat urozmaicany jest licznymi mowami, wygłaszanymi przez personifikacje różnych pojęć (m.in. Wolności), scenami komediowymi, a także bajkami (m.in. o mrówce i świerszczu i o chorym lwie). Autor korzysta zarówno z formy monologu jak i dialogu, wywody ilustruje przykładami postępowania różnych ludzi, powołuje się na elementy filozofii Epikura i wiary chrześcijańskiej. Oprócz rad dotyczących życia idealnego szlachcica, poeta wplata w tok utworu także uwagi na temat literatury – wyjaśnienie pojęcia licencia poetica czy pochwałę Wergiliusza.